# Бетелгез
Бетелгез (α Ori) је друга најсјајнија звезда сазвежђа Орион и девета најсветлија звезда на ноћном небу. Удаљеност од Земље је 643 ± 146 светлосних година (197 ± 45 парсека). Пречник Бетелгеза износи око 1,4 милијарде километара (око 1.000 Сунчевих пречника, више од Јупитерове орбите). Према тренутно доступним подацима, научници сматрају да ће Бетелгез за око милион година експлодирати у супернову, и да ће на ноћном небу Земље током неколико седмица светлети интензитетом пуног Месеца.

## Утицај на културу
Ликови Форд Префект и Запход Библброкс из Аутостоперског водича кроз галаксију, романа Дагласа Адамса, долазе са света „из околине Бетелгеза“.

## Имена
Арапски називи:
- al-Jauzā / الجوزاء :Ово је женско име старих арапских легенди.

Енглески:
- Betelgeuse

Јапану:
- Хеике-боши / 平家星 (Звезда Хеике кланова): Црвена застава Хеике кланова.

## Процене угаоних пречника
Ова табела садржи делимични списак угаоних мерења спроведених од 1920. године. Такође је укључена и колона која пружа тренутни опсег полупречника за сваку студију на основу Бетелгезове најновије процене удаљености (Harper et al.) of 197 ± 45 pc.
| Чланак    | Година | Телескоп     | #           | Спектар | λ (μm) | ∅ (mas) | Полупречници @ 197±45 pc | Напомене |
| --------- | ------ | ------------ | ----------- | --- | --- | --- | --- | --- |
| Michelson | 1920   | Маунт Вилсон | 1           | Видљиви | 0,575 | 47,0 ± 4,7 | 3,2–6,3 АЈ | Ивично затамњење +17% = 55,0 |
| Bonneau   | 1972   | Palomar      | 8           | Видљиви | 0,422–0,719 | 52,0–69,0 | 3,6–9,2 АЈ | Јака корелација ∅ са λ |
| Balega    | 1978   | ESO          | 3           | Видљиви | 0,405–0,715 | 45,0–67,0 | 3,1–8,6 АЈ | Нема корелације ∅ са λ |
| Balega    | 1979   | SAO          | 4           | Видљиви | 0,575–0,773 | 50,0–62,0 | 3,5–8,0 АЈ | Нема корелације ∅ са λ |
| Buscher   | 1989   | WHT          | 4           | Видљиви | 0,633–0,710 | 54,0–6,10 | 4,0–7,9 АЈ | Откривене асиметрије |
| Wilson    | 1991   | WHT          | 4           | Видљиви | 0,546–0,710 | 49,0–57,0 | 3,5–7,1 АЈ | Потврда жаришта |
| Tuthill   | 1993   | WHT          | 8           | Видљиви | 0,633–0,710 | 43,5–54,2 | 3,2–7,0 АЈ | Проучавање жаришта на 3 звезде |
| Tuthill   | 1992   | WHT          | 1           | NIR | 0.902 | 42,6 ± 0:03 | 3,0–5,6 АЈ | Проучавање жаришта на 3 звезде |
| Gilliland | 1995   | HST          |             | УВ | 0,24–0,27 | 104–112 | 10,3–11,1 | FWHM пречници |
| Gilliland | 1995   | HST          | 0,265–0,295 | УВ | 92–100 | 9,1–9,8 | | FWHM пречници |
| Weiner    | 1999   | ISI          | 2           | MIR (Н трака) | 11,150 | 54,7 ± 0,3 | 4,1–6,7 АЈ | Ивично затамњење = 55,2 ± 0,5 |
| Perrin    | 1997   | IOTA         | 7           | NIR (K трака) | 2,200 | 43,33 ± 0,04 | 3,3–5,2 АЈ | К и Л траке, 11,5 μm контраст података |
| Haubois   | 2005   | IOTA         | 6           | NIR (H трака) | 1.650 | 44,28 ± 0,15 | 3,4–5,4 АЈ | Роселдов пречник 45,03 ± 0,12 |
| Hernandez | 2006   | VLTI         | 2           | NIR (К трака) | 2,099–2,198 | 42:57 ± 0:02 | 3,2–5,2 АЈ | АМБЕР резултати високе прецизности. |
| Ohnaka    | 2008   | VLTI         | 3           | NIR (К трака) | 2,280–2,310 | 43,19 ± 0,03 | 3,3–5,2 АЈ | Ивично затамњење 43,56 ± 0,06 |
| Townes    | 1993   | ISI          | 17          | MIR (Х трака) | 11,150 | 56,00 ± 1,00 | 4,2–6,8 АЈ | Систематска студија која обухвата 17 мерења на истој таласној дужини од 1993. до 2009. године |
| Townes    | 2008   | ISI          | 17          | MIR (Н трака) | 11,150 | 47,00 ± 2,00 | 3,6–5,7 АЈ | Систематска студија која обухвата 17 мерења на истој таласној дужини од 1993. до 2009. године |
| Townes    | 2009   | ISI          | 17          | MIR (Н трака) | 11,150 | 48,00 ± 1,00 | 3,6–5,8 АЈ | Систематска студија која обухвата 17 мерења на истој таласној дужини од 1993. до 2009. године |
| Ohnaka    | 2011   | VLTI         | 3           | NIR (К трака) | 2,280–2,310 | 42,05 ± 0,05 | 3,2–5.2 АЈ | Ивично затамњење 42,49 ± 0,06 |
| Harper    | 2008   | VLA          |             | Такође је вредно помена да Харпер et al. у закључку њихове публикације износе следећу напомену: „У извесном смислу, изведена удаљеност од 200 pc је равнотежа између 131 pc (425 ly) Хипаркос удаљености и радиј који теже ка 250 pc (815 ly)” - стога успостављају ± 815 ly као спољне удаљености за звезду. | Такође је вредно помена да Харпер et al. у закључку њихове публикације износе следећу напомену: „У извесном смислу, изведена удаљеност од 200 pc је равнотежа између 131 pc (425 ly) Хипаркос удаљености и радиј који теже ка 250 pc (815 ly)” - стога успостављају ± 815 ly као спољне удаљености за звезду. | Такође је вредно помена да Харпер et al. у закључку њихове публикације износе следећу напомену: „У извесном смислу, изведена удаљеност од 200 pc је равнотежа између 131 pc (425 ly) Хипаркос удаљености и радиј који теже ка 250 pc (815 ly)” - стога успостављају ± 815 ly као спољне удаљености за звезду. | Такође је вредно помена да Харпер et al. у закључку њихове публикације износе следећу напомену: „У извесном смислу, изведена удаљеност од 200 pc је равнотежа између 131 pc (425 ly) Хипаркос удаљености и радиј који теже ка 250 pc (815 ly)” - стога успостављају ± 815 ly као спољне удаљености за звезду. | Такође је вредно помена да Харпер et al. у закључку њихове публикације износе следећу напомену: „У извесном смислу, изведена удаљеност од 200 pc је равнотежа између 131 pc (425 ly) Хипаркос удаљености и радиј који теже ка 250 pc (815 ly)” - стога успостављају ± 815 ly као спољне удаљености за звезду. |

1. ↑  Крајња година опсервација, уколико другачије није напоменуто
2. ↑  Мерење униформног диска, уколико другачије није назначено
3. ↑  Полупречници прорачуна користе исту методологију као што је изложено раније у Напомени #2 испод ‡Лимово затамњено мерење